# Hylaeanthe hexantha
Hylaeanthe hexantha är en strimbladsväxtart som först beskrevs av Eduard Friedrich Poeppig och Stephan Ladislaus Endlicher, och fick sitt nu gällande namn av A.M.E.Jonker och Fredrik Pieter Jonker. Hylaeanthe hexantha ingår i släktet Hylaeanthe och familjen strimbladsväxter. Inga underarter finns listade.